# Мијат Будисављевић
Мијат племенити Будисављевић, (Пећане, 1756 — 19. јун 1844) био је српски граничар, мајор и аустријски племић. Потиче из угледне личке фамилије Будисављевић.

## Биографија
Жена му се звала Јека (Јелена), а један од познатијих синова им је био Буде Будисављевић. Познатији унуци су му били, Будин син, Александар Леко Будисављевић, аутор књиге Племе Будисављевића у Горњој Крајини и поп Јован Будисављевић, син најмлађег Мијатовог сина Данета. Приједлог о додјели племства титуларном мајору Мијату Будисављевићу састављен је 1823. године. У приједлогу се истиу његове заслуге знање, оданост и приврженост царској кући. У уводу се дају и основни подаци о његовој каријери, почев од 1. маја 1775. кад је ступио у Лику граничарску регименту, потом о војном школовању и напредовању у војној служби до ина мајора. Мајор Мијат пензионисан је 1. марта 1820, послије 41 године службовања.
У образложењу додјеле грба и племства наводе се бројни ратни походи (1788, 1789, 1790, затим они од 1796, 1797, 1799 и 1800, и конано они током 1805, 1809, 1813, 1814 и 1815) у којима је уествовао на велико задовољство круне и надређених. Због честог ратовања ријетко када је био код куће. Монархија се трудила да запосли војску и одатле извуче корист. Тадашњи ратни походни нису тада називани ратовима него кампањама. Посебно се истиче његов допринос током опсаде у Задру, као и при освајању тврђаве Шпањоле у Херцег Новом 1797. године. Након пада Млетачке републике Аустрија је пожурила прије Наполеона да заузме Боку. Зато су граничари, под командом Матије Рукавине, кренули из Оточца, заузели Книн и затим Сплит, гдје су се укрцали на ратне бродове. 20. августа рано ујутро упловило је 17 аустријских ратних и осам транспортних бродова у херцегновску луку. Послије подне искрца се једна чета граничара и одмах запосједе тврђаву Шпањолу. По породичном предању, Мијат је Шпањолу освојио, не оружјем, него знањем. Наводно је раније у њој био заточен и био му је познат подземни пролаз до мора, одакле је са својим војницима и упао у тврђаву и од Турака је освојио. Сјутрадан се искрца са ратног брода Аустрија и генерал Рукавина који је био свечано дочекан. Благодарења су одржана у топаљској цркви Светог Спаса и римокатоличкој Светог Јеронима у граду. Том четом граничара командовао је Мијат који је послије заузећа Шпањоле продужио у Рисан и Котор гдје је била посљедња битка. Мијат је био предложен да добије Орден Марије Терезије, али је умјесто њега добио орден Леополдов, који је у некаквој забуни дат неком другом. Ипак је добио мајорски декрет и племићку титулу. Приједлог за додјелу племићке титуле и грба даје Моравско-шлезијска царска канцеларија. Аустријски цар Фрањо II додијелио је племство и грб 1823. године мајору Мијату (Michael) за изванредне војничке заслуге. Грб му је приказан у доњем лијевом углу Родослова Будисављевића, а грб Марка Б. у доњем десном углу. Мијат је учествовао у 16 ратова и пензионисан је тек у 72. години живота.
Грана мајора Мијата истиче се управо низом виших официра и генерала. Та грана Будисављевића је систематски занемарена од стране Лексикографског завода Мирослав Крлежа и Крлежине Опће енциклопедије. Разлози су веома дубоки, још од доба Марије Терезије. Тада је вршено насилно покатоличавање Срба у Аустрији. По очуваном племенском предању једној таквој екипи супроставио се код Пећана с пушком у руци дјед мајора Мијата, Мијат-Бојан Будисављевић, заједно са двојицом другова. Аустријске власти су тај инцидент, у којем је један плебануш изгубио главу, заташкале, а екипе за насилно покатоличавање нису више у тај крај залазиле. Ипак, то је остало записано у аустријским архивима и због тога Мијатов унук, мајор Мијат и праунук генерал Буде, управо зато не добијају ни Орден Марије Терезије ни Орден Леополдов. Приједорска грана Будисављевића се ту, крајем 19. и почетком 20. вијека, далеко боље уклапала у постојеће односе, а њени најистакнутији представници, Велики жупан Буде и његово потомство све више еволуирају од Срба у православце, док у Мијатовом потомству српска национална свијест постаје све јача. Један унук попа Јове погинуо је 1916. на Кајмакчалану као српски добровољац и то је био додатни разлог за прешуткивање Мијатове гране.
Мијатов грб има штит подјељен на четири поља: у 1. и 4. плавом пољу на зеленој подлози лежи двострука кула изнад које је златна шестокрака звијезда, у 2. и 3. црвеном пољу стоји златни лав који у десној шапи држи сабљу кривошију. Лав пропет на задње ноге, који држу сабљу, знак је храбрости и спремности да брани свој ареал. Круна је знак чина и достојанства.